# Riu del Coll de Jouet
El Riu del Coll de Jouet és un afluent per l'esquerra de l'Aigua d'Ora que neix al terme municipal de Capolat i pel qual transcorre la major part del seu recorregut seguint l'orientació E-O. Desguassa a l'Aigua d'Ora sota el Pont de Ca n'Espingard, al terme municipal de Guixers.

## Municipis que travessa
Des del seu naixement, el Riu del Coll de Jouet travessa successivament els següents termes municipals.

## Xarxa hidrogràfica
La xarxa hidrogràfica del Riu del Coll de Jouet està integrada per un total de 126 cursos fluvials. D'aquests, 20 són subsidiaris de 1r nivell, 50 ho són de 2n nivell, 41 ho són de 3r nivell, 13 ho són de 4t nivell i 1 ho é de 5è nivell. La totalitat de la xarxa suma una longitud de 91.518 m.
Pel que fa a la seva distribució per municipis, pel terme municipal de Castellar del Riu n'hi transcorren 57.475 metres, pel de Capolat, 32.137 metres, pel de Navès, 2.073 metres i pel de Guixers, 204.